# Daisuke Nakano
Daisuke Nakano (japanisch 中野 大輔 Nakano Daisuke; * 10. Oktober 1982 in Niigata) ist ein ehemaliger japanischer Kunstturner.

## Karriere
Nakano begann seine sportliche Ausbildung an der Japanischen Sportuniversität und setzte sein Studium ab 2005 an der Pädagogischen Hochschule Fukuoka fort. Bei den japanischen Meisterschaften 1999 brach er sich den Oberschenkelknochen, was ihn beinahe zum Rückzug aus dem Turnsport veranlasste.
Zwischen 2001 und 2005 gewann Nakano bei den japanischen Meisterschaften insgesamt vier Medaillen: eine Goldmedaille am Boden im Jahr 2002 sowie drei Silber- und eine Bronzemedaille in weiteren Disziplinen.
Bei den Olympischen Spielen 2004 in Athen gehörte er zur japanischen Mannschaft, die Gold im Mannschaftsmehrkampf gewann. Im Einzelmehrkampf belegte er Platz 69. Darüber hinaus erreichte er die Gerätefinals am Boden, am Barren und am Reck.
Nach dem Ende seiner aktiven Laufbahn im Jahr 2012 arbeitete Nakano zunächst in einer Turnschule, bevor er später seine eigene Turnschule gründete.